# Легенда о Бигфуте
«Легенда о Бигфуте» (англ. The Legend of Bigfoot) — американский псевдодокументальный фильм 1976 года, снятый Гарри Уайнером по сценарию Ивана и Пегги Маркс, которые также снялись в фильме. Фильм был снят на волне популярности историй о бигфуте, вызванной малобюджетной лентой «Легенда Богги Крик» (1972).
Когда-то Иван Маркс имел репутацию настоящего исследователя криптозоологии, но потом снял фейковый фильм о бигфуте и испортил себе репутацию в среде исследователей. Через несколько лет он снял фильм «Легенда о Бигфуте» и преподносил его как настоящий документальный фильм, но его уже никто не воспринял всерьёз.

## Сюжет
В начале фильма охотник на животных Иван Маркс говорит, что фильм является кульминацией его десятилетних исследований. Он отмечает, что эскимосы называли это существо «бушмен», индейцы Колвилл — «сасквоч», а индейцы Хупа — «ом-ма», но больше всего оно известно под названием «бигфут». Маркс рассказывает, как шурин отвёл его в место с окаменевшими деревьями и показал наскальные рисунки существ с большими руками и ногами. На рисунках рассказывается история о том, как существо крадёт детей из деревни, в результате чего деревня оказывается заброшенной.
Маркс находит на снегу большие следы, а затем неподалёку — мёртвого медведя и такие же странные следы рядом. Он находит волосы между зубами медведя и решает отправиться на поиски обитающего там неизвестного существа. Он находит следы в грязи у реки и что-то движущееся рядом в кустах. Маркс пугается и убегает, но планирует показать следы друзьям, однако начавшийся дождь смывает их.
Маркс путешествует по штатам и старается найти бигфута. Несколько раз ему кажется, что он напал на след, но всегда терпит неудачу. Продолжая поиски он посещает статую бигфута из красного дерева в северной Калифорнии и на побережье Орегона. Маркс устраивается на работу в штате Вашингтон, ему дают задание — сделать фотографии американского коричневого медведя в среде обитания. Но во время наблюдения за медведем, Маркс снимает бигфута, идущего по полю. Он рассказывает, что его кадры с бигфутом были поставлены под сомнение наукой и использованы другими людьми на лекциях, чтобы заработать деньги.
Далее Маркс показывает кадры дикой природы, например: раненой белки, коз поедающих грязь и таяние ледников. Он упоминает Трансаляскинский нефтепровод и посещает Юкон Фриду, которая рисует картины с изображением бигфута. Маркс путешествует за полярным кругом, показывая кадры северного сияния и рассказывая истории о бигфуте. Он посещает эскимоса, который обещает ему показать бигфута. Позже вечером он снимает то, что он описывает как «сияющие глаза» существа, но когда наступает рассвет, Маркс говорит, что бигфут исчез где-то за радугой. Далее Маркс показывает кадры нереста лосося, миграции гусей, карибу и аляскинских лосей, защищающих свою территорию. Он ведёт поиск бигфута с самолёта и замечает у реки молодую особь, самолёт в спешке приземляется, но бигфут тут же убегает.
Иван Маркс снимает охотников и то как они убивают оленей и бобров, собирающих древесину для своих плотин. Затем он показывает кадры с двумя бигфутами недалеко от реки, упоминая исходящий от них сильный мускусный запах. Бигфут показан поедающим траву, и Маркс упоминает, что он, должно быть, вегетарианец. Маркс заканчивает фильм, говоря, что он определил миграционные и пищевые привычки бигфутов и что он продолжит свои поиски, чтобы задокументировать большее количество повадок этих существ.

## Производство
Иван Маркс считался настоящим охотником за бигфутом еще с 1950-х годов, а затем обманул нескольких серьёзных криптозоологов своим ныне разоблачённым фильмом-мистификацией «Криплфут» (англ. Cripplefoot) в начале 1970-х годов. Также Маркс наживался на своих знакомых, которые верили в реальность существования бигфута. Одним из таких серьёзных криптозоологов был Питер Бирн, который потратил десятилетия и много личных средств на изучение бигфута. Бирн рассказывал, что когда он работал над своим научным проектом «Бигфут», Макрс устроился к нему помощником и отработав всего три месяца заявил, что ему удалось сфотографировать и заснять на видеоплёнку настоящего бигфута. Скептически настроенный Бирн согласился на сделку, согласно которой он передаст Марксу 25 000 долларов за эксклюзивные права на 16-миллиметровую плёнку и фотографии, если Бирн сможет подтвердить их подлинность. Оригинальная запечатанная банка с 16-миллиметровой плёнкой была передана адвокату Бирна в нераспечатанном виде (по юридическому соглашению) до завершения процесса установления подлинности фотографий. Когда Бирн и его соратники быстро определили, что кадры были поддельными, они нанесли визит в арендованный Марксом дом, но обнаружили, что Маркс и его жена Пегги уже съехали. Когда адвокат Бирна открыл запечатанную банку с оригинальной плёнкой, оказалось, что это были кадры из старых диснеевских мультфильмов. 
Успех фильма «Легенда Богги Крик» (1972) вдохновил подражателей. Во время праздника Дня благодарения 1974 года телеканал CBS показал документальный фильм «Таинственные монстры» о Лох-Несском чудовище и бигфуте. Фильм был снят совместно со Смитсоновским институтом, популярность этих монстров была столь велика, что институт не мог её проигнорировать. Шоу привлекло около шестидесяти миллионов зрителей, став самой рейтинговой программой недели. Кинопрокатчик Sunn Classic Pictures начал возить фильм по стране и показывать в местах с ограниченным доступом к телевидению, благодаря чему удалось заработать 24 млн. долларов. Спустя пять лет после событий с Бирном Маркс выпустил фильм «Легенда о Бигфуте», где выступал в роли рассказчика и настоящего эксперта по этим существам. Большую часть фильма он снял сам. Маркс сам озвучил фильм, а также выступил в качестве исполнительного продюсера. Музыку к фильму написал Дон Пик. В прокат фильм выпустила компания Sunn Classic Pictures.
В самом начале фильма Маркс утверждает, что раньше он был скептиком и не верил в существование бигфута, пока сам с ним не столкнулся, что является обманом, учитывая историю пятилетней давности с Питером Бирном. Некоторые критики считали, что костюм бигфута надевала жена Ивана Пегги, но в самом фильме есть много сцен где Маркс появляется в кадре, он ходит в кадре и видно, что у него специфическая слегка прихрамывающая походка, точно такая же как и у его бигфута показанного в фильме. Это даёт сделать выводы, что Иван Макрс сам играл роль бигфута в своём фильме.
Утверждалось, что Маркс на съёмки этого фильма занимал деньги у своих коллег, предоставил «не самые лучшие кадры», а затем исчез, не потрудившись никому вернуть свои «займы». Когда-то Маркс был настоящим исследователем криптозоологии, но своими фальшивыми фильмами он низвёл себя до пародии и своими поступками бросил тень на всех серьёзных исследователей в этой области. Позже Маркс стал наставником печально известного спекулянта и мистификатора Тома Бискарди, который также занимался темой бигфута.

## Релиз
Премьера фильма состоялась в Альбукерке в 1975 году, но в широкий прокат он вышел в 1976 году.
Фильм «Легенда о Бигфуте» был выпущен для домашнего видеопроката на VHS компанией World Premiere Home Video в 1985 году. В 2009 году вместе с фильмом «Снежное чудище» (1977) фильм был выпущен на DVD компанией Alpha Video.
Позже Маркс стал сопродюсером ещё двух псевдокументальных фильмов о бигфуте: «В тени бигфута» и «Бигфут: Жив и здоров в 82-м».

## Критика
Дэвид Коулмэн автор книги «Фильмография снежного человека: художественные и документальные появления в кино и на телевидении» (англ. The Bigfoot Filmography: Fictional and Documentary Appearances in Film and Television) писал, что Маркс при съёмках «Легенды о Бигфуте» явно «испытывал горечь» из-за реакции на его предыдущий опыт съёмки. Коулмэн отмечает, что в фильме чувствуется «жёсткий тон, который он [фильм] сохраняет на протяжении всей этой дилетантской постановки». А сам бигфут показан в фильме с «фальшивой циничностью». Также Маркс сам отпугивает зрителей тем, что называет всех скептиков дураками. Коулмэн пишет, что когда на экране показывают хромающего бигфута, Маркс говорит, что существо болеет полиомиелитом, а следом сокрушается, что «так называемые эксперты пытались отвергнуть его более ранний фильм» и называли его мистификацией, что подтверждает и Коулмэн обращая внимание на «фальшивые доказательства, на неопровержимости которых настаивает Маркс». «… Трудно представить, чтобы его фальшивые кадры использовались в качестве наглядного пособия для чего-либо другого, кроме как на съезде скептиков для дешёвого смеха», — подытоживает свою мысль Коулмэн.
Рецензент с сайта BasementRejects поставил фильму 2 из 10, и охарактеризовал его «крайне смехотворным», а повествование Маркса он сравнивает с бурчанием «капризного, сварливого старика». Диалоги в фильме рецензент называет непреднамеренно забавными.